# Maramureș-bjergene Naturpark
Maramureș-bjergene Naturpark (rumænsk: Parcul Natural Munții Maramureșului) er et beskyttet område ( naturpark kategori V IUCN ) beliggende i Rumænien, i den nordlige del af distriktet Maramureș.